# كيفن بلاكبيرن
كيفن بلاكبيرن (19 أغسطس 1968 في المملكة المتحدة - ) (بالإنجليزية: Kevin Blackburn)‏ هو لاعب كريكت بريطاني. لعب مع Cornwall County Cricket Club ‏ وSomerset Cricket Board ‏ وWiltshire County Cricket Club ‏.